# Zöld varangy
A zöld varangy (Bufotes viridis) a kétéltűek (Amphibia) osztályán belül a békák (Anura) rendjéhez, ezen belül a varangyfélék (Bufonidae) családjához tartozó faj. Az IUCN vörös listáján szerepel, de széles elterjedése miatt kevéssé veszélyeztetettnek tartják.
A mai felfogás szerint nem egy egységes faj, hanem több evolúciós vonalat magába foglaló fajcsoport. 
Csak Európában öt különböző változata különíthető el. Pontos rendszertani helyzete és elhatárolása nem tisztázott.

Az év kétéltűjének választották 2021-ben.

## Származása, elterjedése

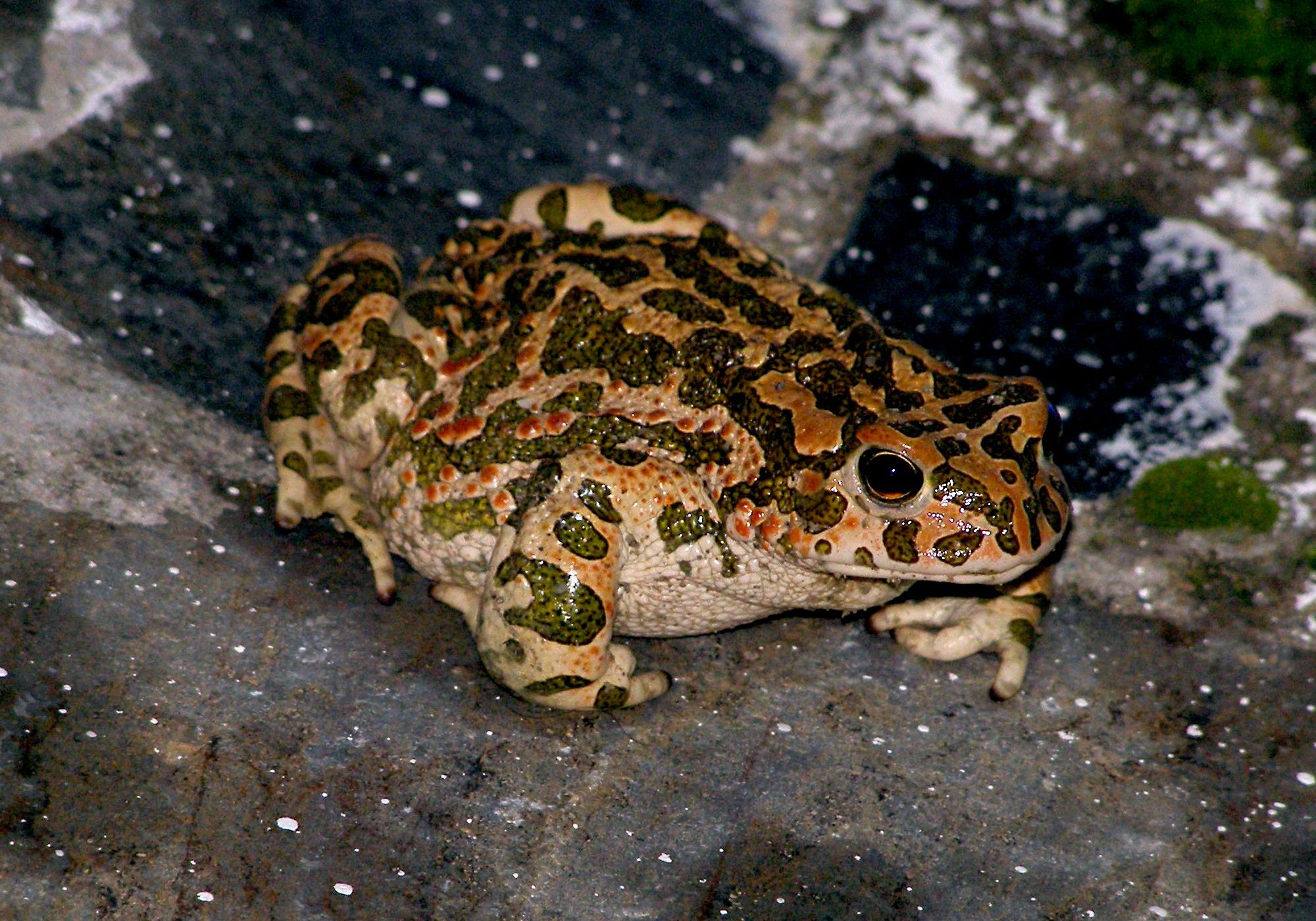
Idősebb nőstény Kréta szigetén

A populáció felmérése igen nehéz, mert alaktanilag és genetikailag is nagyon változatos. Több korábbi alfaját a 2000-es években több taxonómus is fajjá nyilvánította, azóta a „zöld varangyot” leginkább olyan fajcsoportnak tekinthetjük, amelynek még a nembe sorolása is bizonytalan — egyes szerzők a Pseudepidalea nembe helyezték át. A korábbi alfajok közül:
- a Bufo variabilis (Pallas, 1769) főleg a Balkán-félszigeten és Közép-Ázsiában él — egyes elképzelések szerint e fajba sorolandók a zöld varangy elszigetelt állományai Svédország és Dánia déli, illetve Németország északi részén;
- a Bufo balearica (Boettger, 1880) a Baleár-szigeteken, Korzikán, Szardínián, az Appennini-félsziget nagy és Észak-Szicíliában,
- a Bufo sicula (Stöck, Sicilia, Belfiore, Buckley, Lo Brutto, Lo Valvo & Arculeo, 2008) Szicíliában,
- a Bufo boulengeri (Lataste, 1879) pedig Észak-Afrikában él;
- tisztázatlan fajú zöld varangyok élnek Máltán, Izraelben, Jordániában, Egyiptomban, és Szaúd-Arábia délnyugati részén.

Az egyes fajok elkülönítését megnehezíti, hogy elterjedési területeik nemegyszer átfedik egymást, ezért a legtöbb országban védett fajjá nyilvánították. Ennek fő oka állományainak csökkenése; szaporodásukat tovább gátolhatja a környezetszennyezés és a gépjárműforgalom.
A továbbra is Bufo viridisnek tekintett zöld varangy valós elterjedési területe az átfedések miatt még tisztázásra vár, de alapvetően Közép-és Kelet-Európában, valamint Ázsia nagy területein honos az Alpok nyugati részétől egészen Kazahsztánig. Délen az Appennini-félsziget északi részéig és a Balkán-félsziget csúcsáig terjed, Kréta szigetén már nem él. Európa északi részén a Skandináv-félsziget déli csücskén is megfigyelték már, de Dániában és Svédországban is ritkának számít. Svájcban a faj kihalt, de a 2000-es években újratelepítették.
Jelenleg az alábbi országokban él: Albánia; Ausztria; Bosznia-Hercegovina; Bulgária; Csehország; Észtország; Fehéroroszország; Franciaország; Görögország; Horvátország; Kazahsztán; Lengyelország; Lettország; Litvánia; Macedónia, Magyarország; Málta; Moldova; Montenegró; Németország; Olaszország; Oroszország; Románia; Szerbia; Szlovákia; Szlovénia; Ukrajna.

## Élőhelye

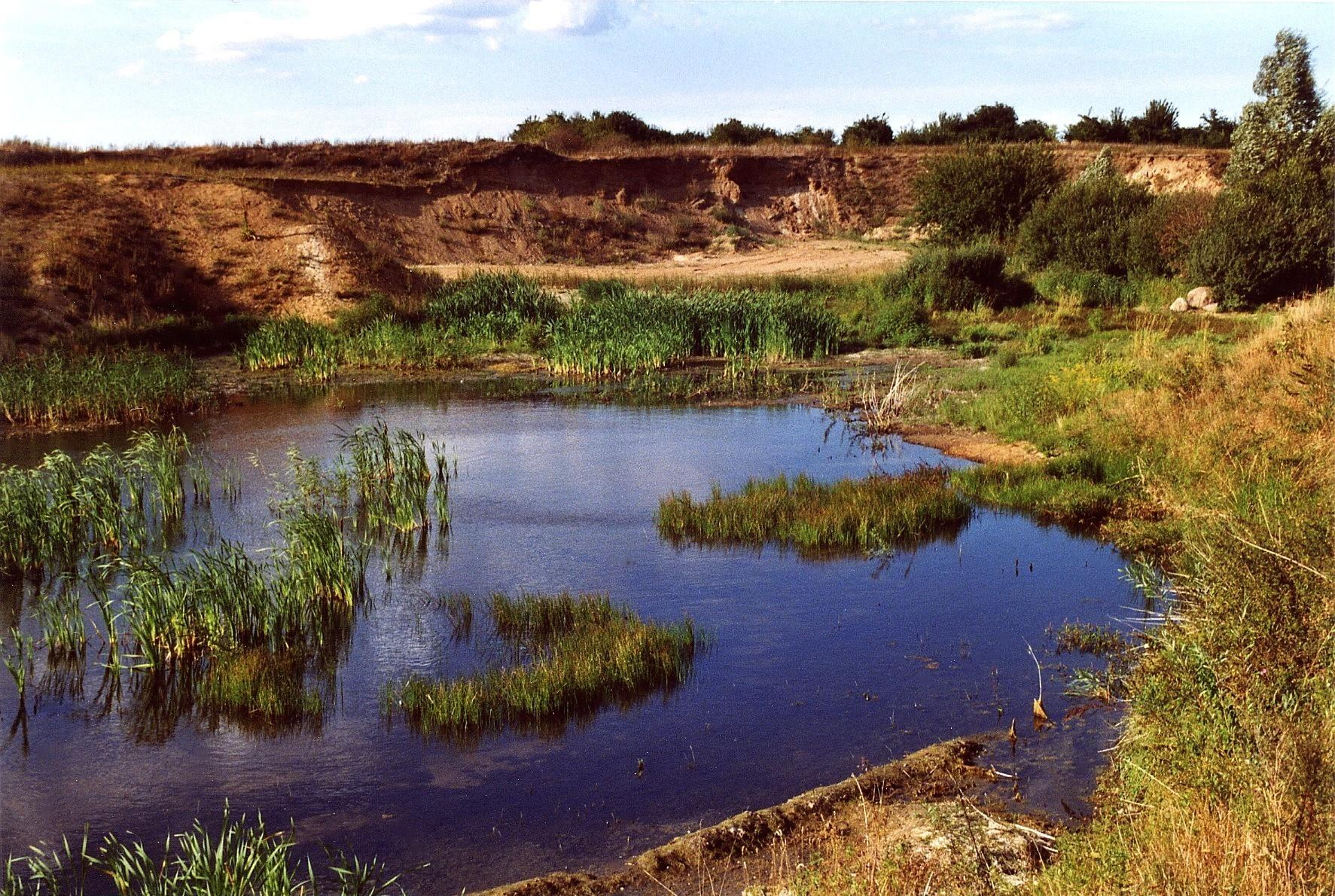
Kavicsgödör mint szaporodási hely

Magyarországon többnyire a sík- és dombvidékeken, általában a barna varanggyal és a nádi varanggyal  együtt fordul elő; a hegyvidéket nem kedveli. Gyakorisága az egyes területeken változó. A legkülönbözőbb helyeken megtalálható, erdőkben, bozótosokban, ligetekben, szántóföldeken, réteken és kertekben, pincékben, barlangokban, üregekben, vén falak repedéseiben, kőrakások között, fatörzsek és egyes kövek alatt, szóval mindenütt, ahol csak rejtekhelyet talál magának vagy ahol ilyet készíteni tud. Ha csak lehetséges, nyirkos, árnyas helyeket választ ki, éppen ezért nagyon gyakran található olyan növények alatt, melyeknek levelei a talajt nemcsak beárnyékolják, hanem valósággal be is fedik. Állítólag különösen kedveli az erős szagú növényeket, mint a zsályát és a bürköt.
Keleti sztyeppefaj és mediterrán faj, ami alkalmazkodott a szárazsághoz és a forrósághoz. Kedveli a nyílt, napsütéses, száraz, meleg vidékeket, a parlagokat és a felhagyott földeket, a felásott területeket. Messzire távolodhat a nyílt vízfelületektől. Sekély, növényzetben szegény vizekben szaporodik. A víz sótartalma meghaladhatja a tíz ezreléket, így a Balti-tenger öleiben is képes szaporodni. Ökológiai igényei a nádi varangyhoz hasonlók.  Legutolsó békák közé tartozik, amelyeket ősszel a vizekben még találni lehet.

## Megjelenése

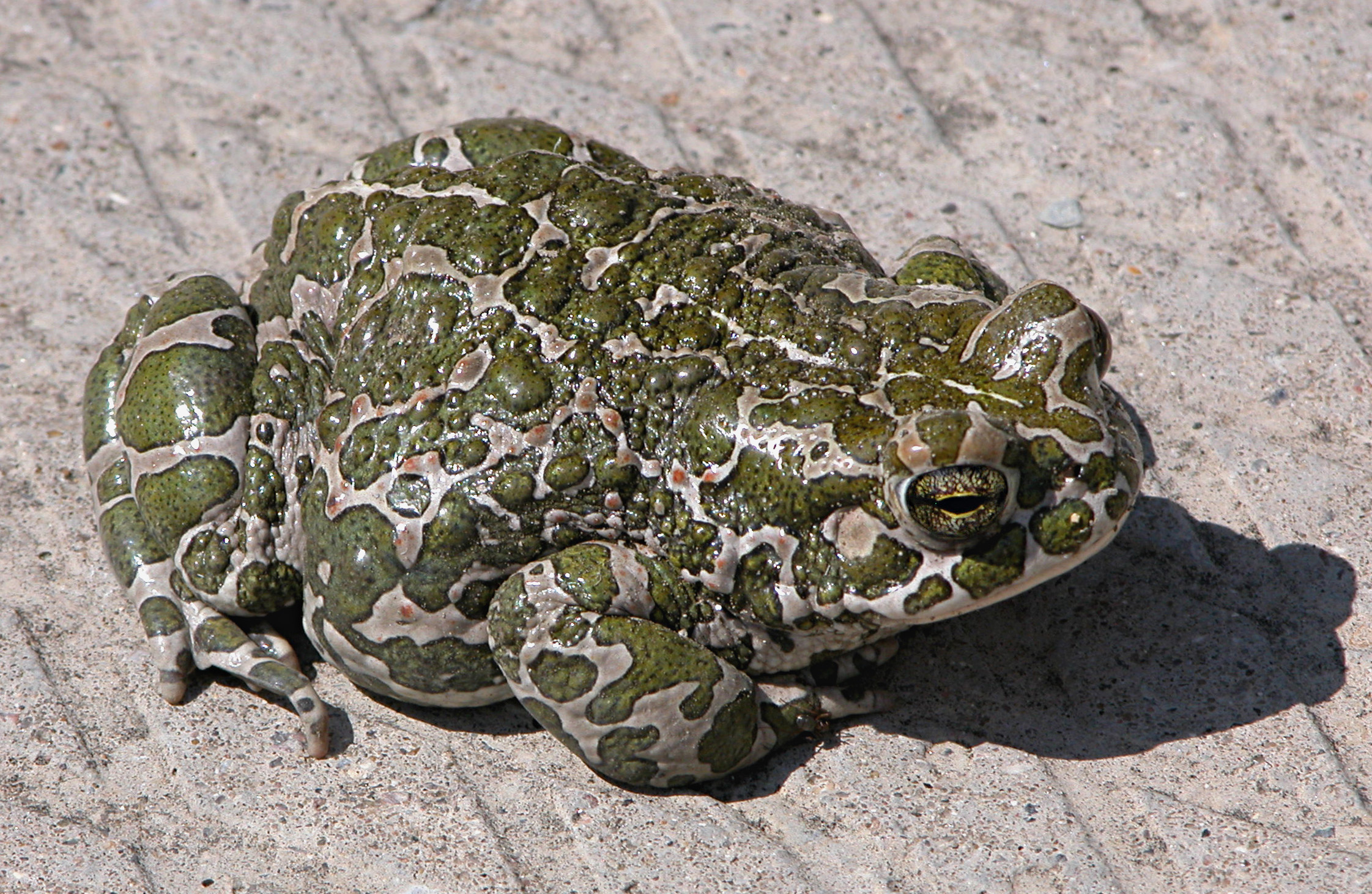

Testfelépítése erőteljes; testhossza kivételesen elérheti a 12 cm-t. A hímek többnyire 7-8-, a nőstények 9–10 cm-esek. Feje rövid és szélesebb, mint amilyen hosszú, állkapcsai fogatlanok. Fültőmirigyei jól fejlettek, orrcsúcsa lekerekített. Vízszintesen tojásdad alakú pupillája fémes zöld. Szeme mögött a valódi békákra jellemző fültőmirigy található. A hímeknek külső hanghólyagjuk van. A hímek elülső végtagján az 1.-2.-3. ujjon kis szarupárna nő. Nászidőben a szarupárna megvastagszik, és a hímek berregő hangot adnak ki vele. Más békafajjal összetéveszthetetlen, a piszkosfehér
alapon zöld foltos mintázat egyértelmű határozóbélyeg. Apró ugrásokkal, viszonylag gyorsan mozognak.
Bőre kevéssé szemölcsös, inkább dudoros. Alapszíne szürkés-, esetleg olívzöld vagy sárgás, jól elkülönülő, sötétzöld foltokkal — utóbbiakat narancsvörös pontok tarkíthatják. A hasa világos, szürke márványozott mintával. A nőstények foltjai élénkebb színűek. Amikor a foltok világosabbak, könnyen összetéveszthető a barna varanggyal. 
Petéinek átmérője kb. 1,5 milliméter. A fekete ebihalak farokvitorlája nem húzódik át törzsükre, a farkuk tompa.

## Életmódja
Főleg a nedves rétek, száraz hegyoldalak, kertek és bányák lakója, de gyakran találkozhatunk vele emberi környezetben, kertekben is. Gyakran tanyáznak a falusi udvarokon aztán éjszaka előjönnek és szerte ugrálnak. A száraz területeken éjszakánként felkeresik a vizes helyeket, hogy pótolják az elvesztett vízmennyiséget. Tűrőképessége a barna varangyénál nagyobb, könnyebben viseli a nagyobb téli hidegeket, félsós tengervizet, de annál melegigényesebb.  Életmódja hasonló, bár nappal többször találkozhatunk vele. Egész éjszaka vadásznak rovarokra, csigákra és lárvákra egészen hajnalig. Ekkor visszamennek búvóhelyeikre és ott pihennek egészen a következő estig. Nem idegenkednek az emberi környezettől, szívesen tanyáznak a falusi udvarokon, ahol nedves pincékben, öreg küszöbök alatt töltik a nappali órákat nem ritkán társasan.  
A legtöbb kétéltűnél jobban alkalmazkodik környezetéhez: esetenként a +40 C°-ot is elviseli. A kiszáradást is jól tűri, így szárazabb időszakokat is átvészelhet. Ha azonban teste víztartalmának 50%-át elveszíti, elpusztul.  Gyepes környezethez szokott, kisebb tavak, kubikgödrök a szaporodóhelyei. Szívesen elfoglalja a kerti tavakat. 
Főként szürkületkor és éjszaka jön elő, nappal csak a párzási időszakban figyelhető meg. Kedveli a rágcsálók elhagyott odúit, a farönkök, kövek alatti mélyedéseket, de maga is ás kisebb üregeket, amelyekben elrejtőzik. A Kárpát-medencében télen teste lehűl, és a hideg hónapokat ebben a hibernált állapotban a szárazföldön csoportosan, ritkább esetekben vízben tölti el. Lakott területekre behúzódva pincékbe, fatárolókba bújhat. Elterjedési területének délebbre eső részén nyáron van a nyugalmi periódusa. Téli pihenője után áprilisban bújik elő és szeptember végén bújik el. Megszokott látvány falusi, kertvárosi környezetben, ahogy az utcai lámpa alá gyűlve vadászik.
Táplálékai főleg rovarok, ezekre éjszaka vadászik. Ráveti magát szinte minden olyan mozgó állatra ami kisebb, mint saját méretének fele.
Az emberektől a többi kétéltűnél kevésbé fél. Ha szerencsénk van, még a kisebb városokban is összefuthatunk vele éjjelenként, ahogy az utcai lámpák fényénél vadászik. Mivel éjjeli állatok, énekük rendesen csak estefelé kezdődik, azonban egész éjjel hallható. Települések, házak környékén hasznos társunk a zöld varangy (Bufo viridis), mely főként a lakóépületek és udvarok különböző nyílásaiban, hasadékaiban vészeli át a telet. A hazánkban gyakori fajjal esténként, vadászat közben településünk kertjeiben, utcáin is találkozhatunk. Tavaszonként a vöröshasú unkáktól és a zöld varangyoktól hangosak a tocsogók. Ezek mellett ugyanolyan hangerőt képvisel a tavi és kecskebéka, de háttérben mindig hallható a zöld levelibéka és a nádi varangy barna ásóbéka is

### Szaporodása
Hazánkban két olyan varangy faj is él, amelyik előszeretettel keresi fel szaporodás céljára a kerti tavakat. A kisebbik a zöld varangy, a „nagy testvér” a barna varangy. Mindkét faj csak időszakos jelleggel van jelen a tóban a tavaszi szaporodási ciklusok során. A jelenlétük még olyankor is egyből észlelhető, ha nem látjuk őket, mivel a hímek jellegzetes „berregő” hanggal igyekeznek magukhoz hívni a nőstény egyedeket. A nászuk rendkívül érdekes megfigyelésekre ad lehetőséget és mellesleg remek fotótéma is.
Az állandó vagy időszakos édesvizű tavakban, mocsarakban, patakokban, csatornákban keres párt magának, ilyenkor akár 2–5 km-re is eltávolodhat élőhelyétől. Az éghajlattól és az időjárástól függően a párzási időszak februártól akár július végéig is eltarthat; hazánkban májusban és júniusban szokásos. Általában szürkületkor a hímek kezdik a versengést a nőstényekért, de nőstény általi hímválasztást is megfigyeltek. Sötétedés után pirregő hangon énekelnek, (de gyakran hallani őket nappal is) gyakran kórusban is. Az egyes trillák emelkedő hangmagasságúak, és egyre hangosabbak. Az egyes trillák között hosszabb szünetet tartanak. Könnyen összetéveszthető a lótücsök hangjával. Párzáskor a hím átkarolja, mintegy „átöleli” a nőstényt. Előfordul, hogy kis vízterekben csoportosan raknak petét, melyeket 2 - 2 sorban raknak le dupla zsinórban, majd vízinövények köré tekernek. A nőstény által lerakott 2 - 8 méter hosszú petezsinórok akár 10000 - 12000 petét is tartalmaznak. A peterakás 1 - 2 óra alatt lezajlik, ezt követően elhagyják a vizet. Az ebihalak napközben a sekély vízben kutatnak kezdetben elhalt növényi részek és algatáplálékuk után, éjjel viszont lehúzódnak a mélyebb rétegekbe. A frissen átalakult kis varangyok tömegesen jelennek meg a vizek partján. Magyarországon augusztus közepéig alakulnak át. Kezdetben igen apró rovarokat, ugróvillásokat, atkákat és legyeket fogyasztanak. A kifejlett zöld varangyok hangyákkal, pókokkal, és más rovarokkal táplálkoznak. Ivarérettségüket 4 - 5 éves korukban érik el. Élettartamuk 14 év is lehet. Ha veszélyhelyzetbe kerülnek, bűzös váladékot bocsátanak ki, és "tiltakozó" hangot hallatnak. A zöld varangyot lárvaállapotban sok nagytestű ragadozó rovarlárva, kifejletten számos ragadozó kígyó és madarak fogyasztják. Pírregő hangja hozzájárul a tavaszi szürkületek hangulatához.

## Természetvédelmi helyzete

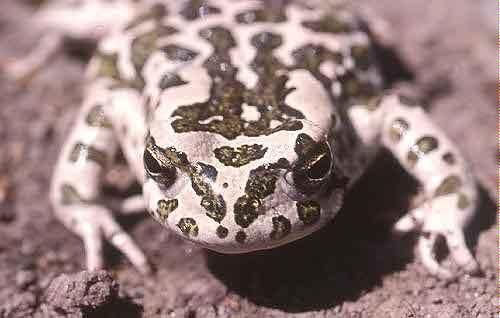
Nőstény Cipruson

Lévén a növényzetben szűk, száraz biotópok és apró, elszórt tavak pionírja, a zöld varangy szenved a vizek kiszáradása, és élőhelyének bebokrosodása miatt. Különösen súlyosan érinti a parlag és a felhagyott földek újra művelés alá vétele. Egyes állományokat a mesterséges haltelepítés érinti.